# Yeisson Fonnegra
Yeisson Alexis Fonnegra Bolívar, noto semplicemente come Yeisson Fonnegra (19 aprile 1992), è un giocatore di calcio a 5 colombiano.

## Carriera

### Club
Figlio dell'ex commissario tecnico della Colombia Osmar Fonnegra, il 23 febbraio 2011 debutta nella Liga Colombiana con le Águilas Doradas. Eccetto una stagione nel Real Bucaramanga, con cui vince un torneo di clausura, gioca nella squadra di Rionegro fino al 2016, vincendo due tornei di apertura (2012 e 2013). Nel 2017 passa all'Alianza Platanera con cui conquista tre tornei consecutivi: apertura e clausura del 2018 e apertura del 2019.

### Nazionale
Con la nazionale colombiana ha partecipato alla Coppa del Mondo 2012 conclusa al quarto posto assoluto che rappresenta il miglior traguardo dei cafeteros nelle competizioni FIFA. Quattro anni più tardi è tra i convocati della Coppa del Mondo 2016 nella quale la Colombia è eliminata agli ottavi di finale dal Paraguay.